# Fesmy-le-Sart
Fesmy-le-Sart és un municipi francès situat al departament de l'Aisne i a la regió dels Alts de França. L'any 2007 tenia 474 habitants.

## Demografia

### Població
El 2007 la població de fet de Fesmy-le-Sart era de 474 persones. Hi havia 178 famílies de les quals 40 eren unipersonals (28 homes vivint sols i 12 dones vivint soles), 55 parelles sense fills, 67 parelles amb fills i 16 famílies monoparentals amb fills.
La població ha evolucionat segons el següent gràfic:
Habitants censats

### Habitatges
El 2007 hi havia 220 habitatges, 189 eren l'habitatge principal de la família, 18 eren segones residències i 13 estaven desocupats. Tots els 220 habitatges eren cases. Dels 189 habitatges principals, 146 estaven ocupats pels seus propietaris, 41 estaven llogats i ocupats pels llogaters i 2 estaven cedits a títol gratuït; 7 tenien dues cambres, 29 en tenien tres, 62 en tenien quatre i 91 en tenien cinc o més. 168 habitatges disposaven pel capbaix d'una plaça de pàrquing. A 83 habitatges hi havia un automòbil i a 79 n'hi havia dos o més.

### Piràmide de població
La piràmide de població per edats i sexe el 2009 era:
| Homes | Edats   | Dones |
| ----- | ------- | ----- |
| 0     | 95 o +  | 0     |
| 4     | 90 a 94 | 0     |
| 0     | 85 a 89 | 4     |
| 0     | 80 a 84 | 0     |
| 4     | 75 a 79 | 24    |
| 16    | 70 a 74 | 12    |
| 12    | 65 a 69 | 12    |
| 16    | 60 a 64 | 16    |
| 16    | 55 a 59 | 8     |
| 8     | 50 a 54 | 16    |
| 28    | 45 a 49 | 12    |
| 16    | 40 a 44 | 28    |
| 8     | 35 a 39 | 12    |
| 20    | 30 a 34 | 8     |
| 12    | 25 a 29 | 16    |
| 16    | 20 a 24 | 12    |
| 20    | 15 a 19 | 16    |
| 12    | 10 a 14 | 8     |
| 12    | 5 a 9   | 16    |
| 8     | 0 a 4   | 4     |

## Economia
El 2007 la població en edat de treballar era de 315 persones, 230 eren actives i 85 eren inactives. De les 230 persones actives 199 estaven ocupades (126 homes i 73 dones) i 32 estaven aturades (16 homes i 16 dones). De les 85 persones inactives 20 estaven jubilades, 15 estaven estudiant i 50 estaven classificades com a «altres inactius».

### Ingressos
El 2009 a Fesmy-le-Sart hi havia 193 unitats fiscals que integraven 509 persones, la mediana anual d'ingressos fiscals per persona era de 13.005 €.

### Activitats econòmiques
Dels 6 establiments que hi havia el 2007, 1 era d'una empresa alimentària, 2 d'empreses de construcció, 2 d'empreses de comerç i reparació d'automòbils i 1 d'una empresa d'hostatgeria i restauració.
Dels 2 establiments de servei als particulars que hi havia el 2009, 1 era un paleta i 1 lampisteria.
L'únic establiment comercial que hi havia el 2009 era una fleca.
L'any 2000 a Fesmy-le-Sart hi havia 35 explotacions agrícoles que ocupaven un total de 912 hectàrees.

## Equipaments sanitaris i escolars
El 2009 hi havia una escola elemental integrada dins d'un grup escolar amb les comunes properes formant una escola dispersa.

## Poblacions més properes
El següent diagrama mostra les poblacions més properes.